# 77 TCN
Năm 77 TCN là một năm trong lịch Julius. 